# Arcoseno
In trigonometria l'arcoseno è definito come funzione inversa del seno di un angolo. La funzione seno non è biettiva quindi non è possibile avere la sua inversa, tuttavia è possibile restringere il suo dominio in modo da renderla sia iniettiva che suriettiva e quindi invertibile. Per convenzione si preferisce restringere il dominio della funzione seno nell'intervallo {\displaystyle \left[-{\frac {\pi }{2}},{\frac {\pi }{2}}\right]}.

## Notazione
In matematica l'arcoseno può essere indicato con una delle notazioni arcsin, arcsen, asin, asen, sin-1, sen-1. Queste ultime due notazioni, coerenti con la notazione per una funzione inversa (f-1) e diffuse sulle tastiere di diverse calcolatrici, possono creare confusione con la notazione sen2(x), che oltre ad indicare la composizione sen(sen(x)) viene utilizzata per indicare il quadrato (sen x)2; per questo motivo il reciproco del seno di un angolo (la sua cosecante) viene sempre indicato con (sin x)-1. In diversi linguaggi di programmazione e sulle tastiere di alcune calcolatrici si utilizzano le forme ASIN e ASN.

## Proprietà

Grafico della funzione y=arcsin(x)

L'arcoseno è una funzione continua e strettamente crescente, definita per tutti i valori nell'intervallo {\displaystyle \left[-1,1\right]}:
{\displaystyle \arcsin :\left[-1,1\right]\rightarrow \left[-{\frac {\pi }{2}},{\frac {\pi }{2}}\right]}.
Il suo grafico è simmetrico rispetto all'origine degli assi cartesiani, essendo {\displaystyle \arcsin x=-\arcsin \left(-x\right)}.
La derivata della funzione arcoseno è:

{\displaystyle {\frac {d}{dx}}\arcsin x={\frac {1}{\sqrt {1-x^{2}}}}}.
La serie di Maclaurin corrispondente è:
{\displaystyle \arcsin x=\sum _{n=0}^{\infty }{\frac {(2n)!}{4^{n}(n!)^{2}(2n+1)}}x^{2n+1}=x+{\frac {1}{6}}x^{3}+{\frac {3}{40}}x^{5}+{\frac {5}{112}}x^{7}+\cdots }.
Per via della già descritta simmetria vale la relazione per argomenti negativi, ossia per definizione di funzione dispari:
{\displaystyle \arcsin \left(-x\right)=-\arcsin x}.
Inoltre è possibile combinare la somma o differenza di due arcoseni in un'espressione dove l'arcoseno figura una volta sola:
{\displaystyle \arcsin x_{1}\pm \arcsin x_{2}={\begin{cases}X&\pm x_{1}x_{2}\leq 0\lor x_{1}^{2}+x_{2}^{2}\leq 1\\\pi -X&x_{1}>0\land \pm x_{2}>0\land x_{1}^{2}+x_{2}^{2}>1\\-\pi -X&x_{1}<0\land \pm x_{2}<0\land x_{1}^{2}+x_{2}^{2}>1\end{cases}}}
con
{\displaystyle X=\arcsin \left(x_{1}{\sqrt {1-x_{2}^{2}}}\pm x_{2}{\sqrt {1-x_{1}^{2}}}\right)}.
Arcoseno di una somma nell'intervallo in cui è definito l'arcoseno:
{\displaystyle \arcsin(x\pm y)=\arcsin \left({\sqrt {\frac {1+x^{2}-y^{2}-{\sqrt {1+x^{4}+y^{4}-2x^{2}y^{2}-2x^{2}-2y^{2}}}}{2}}}\right)\pm \arcsin \left({\sqrt {\frac {1-x^{2}+y^{2}-{\sqrt {1+x^{4}+y^{4}-2x^{2}y^{2}-2x^{2}-2y^{2}}}}{2}}}\right)}
da cui discendono:
{\displaystyle \arcsin(2x)=2\arcsin \left({\sqrt {\frac {1-{\sqrt {1-4x^{2}}}}{2}}}\right)}
{\displaystyle \arcsin \left({\frac {x}{2}}\right)=2\arcsin \left({\sqrt {\frac {1-{\sqrt {1-{\frac {x^{2}}{4}}}}}{2}}}\right)}
che sono casi particolari di:
{\displaystyle \arcsin(kx)=2\arcsin \left({\sqrt {\frac {1-{\sqrt {1-k^{2}x^{2}}}}{2}}}\right)}
per
{\displaystyle 0\leq kx\leq 1}